# Bergama
Bergama er en by i nordlige Izmir-provins i Tyrkiet.
Navnet stammer fra oldtidsbyen Pergamon hvis ruiner findes i nærheden. Der er også seværdigheder fra det Osmanniske Riges tid. Byen er desuden kendt for sine Bergamatæpper, som har været eksporteret til Europa siden Middelalderen.